# Grote Merendepressie

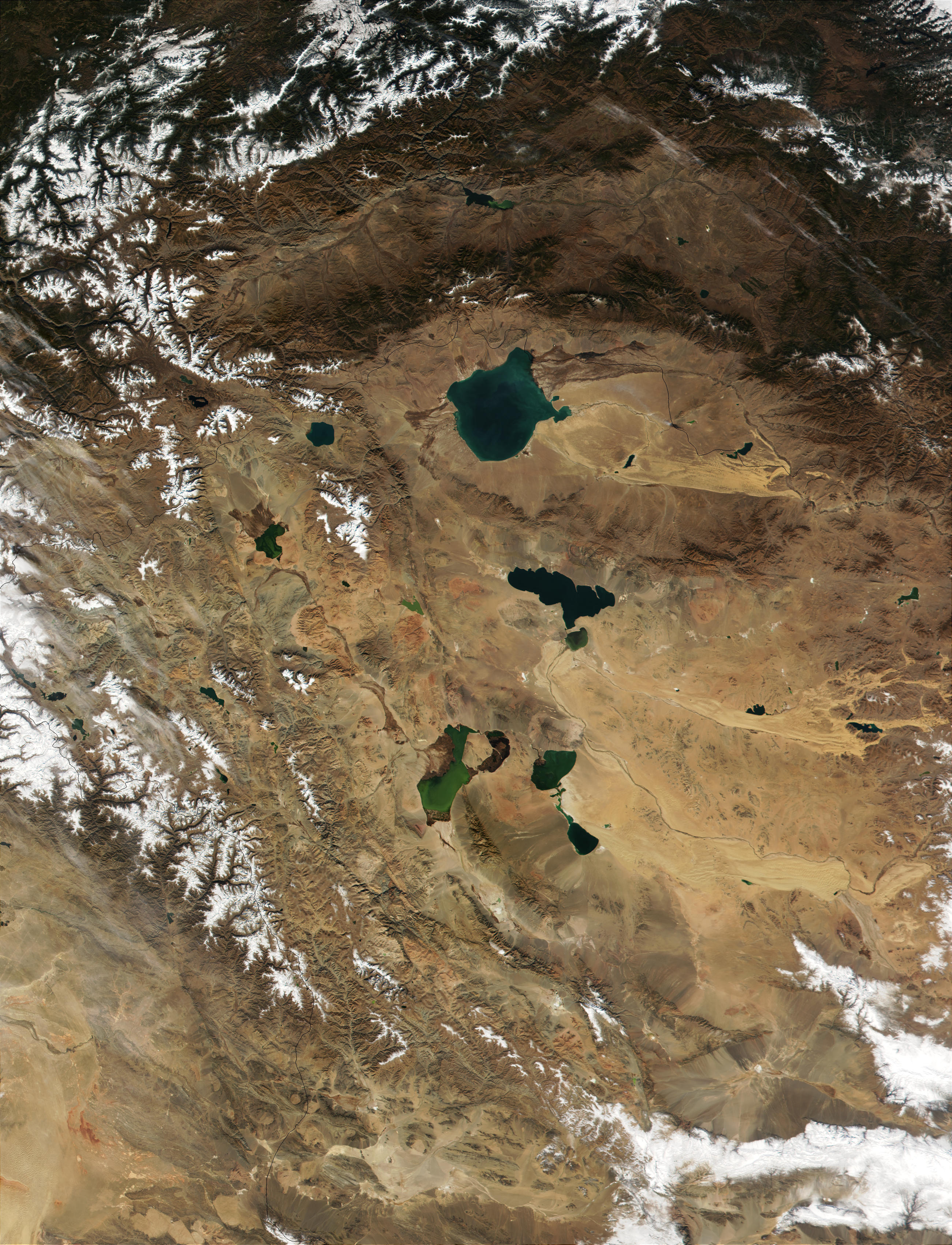
Grote Merendepressie vanuit de ruimte

De Grote Merendepressie (Mongools: Их нууруудын хотгор, Ih nuuruudyn hotgor) is een grote tektonische depressie in het westen van Mongolië (delen van de provincies Uvs, Hovd, Zavhan en Govĭ-Altaj) en het zuiden van de Russische republiek Toeva.

## Geografie
Het bekken wordt in het westen en zuiden begrensd door het Altajgebergte, in het oosten door het Changaigebergte en in het noorden door het Tannoe-Olagebergte. De depressie meet rond 500 km van noord naar zuid en 400 km van west naar oost, met een totale oppervlakte van meer dan 100.000 km². De hoogte varieert van 758 m bij het Uvs Nuur-meer tot rond 1500-2000 m in de bergen. In het noordelijke deel loopt een kleine bergrug, de Han Huhiyn Nuruu, dat het bekken van de Uvs Nuur van de rest van het bassin scheidt.
Belangrijke landvormen:
- Rotsachtig gebergte, met op de hellingen steppe en bossteppe
- Woestijnachtige kiezel- en leemvlaktes
- lacustriene vlaktes
- Solonchaks en grote zandgebieden, met een totale oppervlakte van ongeveer 14.000 km²

## Hydrografie
De depressie is een laaglandbassin gevuld met vele meren. De grootste zijn:
- Zoetwatermeren:
  - Har-Us Nuur - het op een na grootste zoetwatermeer in Mongolië
  - Har Nuur
  - Ajrag Nuur
  - Bajan Nuur
  - Tore-Hol
- Zoutwatermeren:
  - Uvs Nuur - het grootste meer van Mongolië (een klein stukje van het noordelijke deel van het meer behoort tot Rusland), en een Werelderfgoed.
  - Hjargas Nuur
  - Dörgön Nuur

De belangrijkste rivieren zijn de Hovd Gol, Zavhan Gol en Tes Gol.

## Klimaat, flora en fauna
Het gebied heeft een landklimaat, met een gemeten minimumtemperatuur van -50° C en een maximumtemperatuur van 35° C. De gemiddelde jaarlijkse neerslag in de centrale en zuidelijke delen is 100-150 mm. Het overheersende landschap is droge steppe, met in het centrale deel woestijn. De bergachtige gebieden grenzend aan het bekken hebben een regenval van rond 350 mm per jaar.
De depressie bevat belangrijke draslanden. De draslanden bestaan uit onderling verbonden ondiepe meren met brede rietgordels, omgeven door woestijnsteppe. De draslanden ondersteunen een aantal zeldzame en bedreigde trekvogels: lepelaar, zwarte ooievaar, visarend, zeearend, zwaangans en Indische gans. Slechts enkele exemplaren van de Roze pelikaan nestelen in stroomgebieden van rivieren en meren met een overvloedige vegetatie en visrijkdom. Het bekken bevindt zich op de Centraal-Aziatische migratieroute van West- en Centraal-Siberische watervogels.
In het bassin leven diverse zeldzame zoogdieren, waaronder de sneeuwpanter en de argali.
In het gebied vindt nomadische veeteelt plaats, met slechts in kleine gebieden irrigatie.

## Geschiedenis
De klimatologische omstandigheden verhinderden sinds de prehistorie een dichte bevolking.
Tijdens de koper- en bronstijd bevond het gebied zich in het oostelijke verspreidingsgebied van de mogelijk Indo-Europese Afanasjevocultuur.
Al vroeg is de aanwezigheid van Turkse stammen, waarschijnlijk via de Altaj en Sajan, aangetoond. Chinese bronnen vermelden de Kirgiezen in de zuidelijke Altaj. Rond het begin van de jaartelling hebben deze zich waarschijnlijk al rondom het bekken verspreid. De aanwezigheid van de Göktürken in de 8e-9e eeuw is bekend van een aantal oude Turkse inscripties.
De Mongools-sprekende Oirat zijn waarschijnlijk vanaf de 13e eeuw of zelfs eerder aanwezig in het gebied.